# Andorra (Teruel)
Andorra is een gemeente in de Spaanse provincie Teruel in de regio Aragón met een oppervlakte van 141,36 km². De gemeente telt 7.875 inwoners (1 januari 2016). Andorra is de hoofdstad van de comarca Andorra-Sierra de Arcos.
Luis Ángel Romero Rodríguez van de partij Izquierda Unida is momenteel burgemeester van Andorra.

## Demografische ontwikkeling
Bron: INE, 1857-2011: volkstellingen